# عروس یهودی
پُرتره زوجی به نام اسحاق و رُبکا معروف به عروس یهودی (به هلندی: Het Joodse bruidje) تابلوی معروفی از رامبرانت است که در حدود سال ۱۶۶۶ کشیده شد. از این اثر به عنوان یکی از برترین کارهای رامبراند (۱۶۰۶ - ۱۶۶۹ میلادی)، نقاش مشهور هلندی یاد می‌شود.
در این شمایل تاثیرگذار، زن و مردی در لحظه‌ ابراز محبت ثابت بر جای مانده‌اند. موضوع و محتوای این نقاشی به احتمال زیاد در سفر پیدایش ریشه دارد.
این اثر در حال حاضر در موزه امپراتوری یا موزه ملی هلند (به هلندی: Rijksmuseum) (به انگلیسی: National museum) در شهر آمستردام قابل بازدید می باشد.

## روایت‌ها
گفته می‌شود که که ونسان ون گوگ، وقتی که در سال ۱۸۸۵ میلادی، برای اولین‌بار تابلوی عروس یهودی را دید گفت: «من حاضرم ده سال از عمرم را بدهم تا بتوانم دو هفته مقابل این تابلو بنشینم، و به یک تکه نان خشک هم راضی‌ام».

## نگارخانه

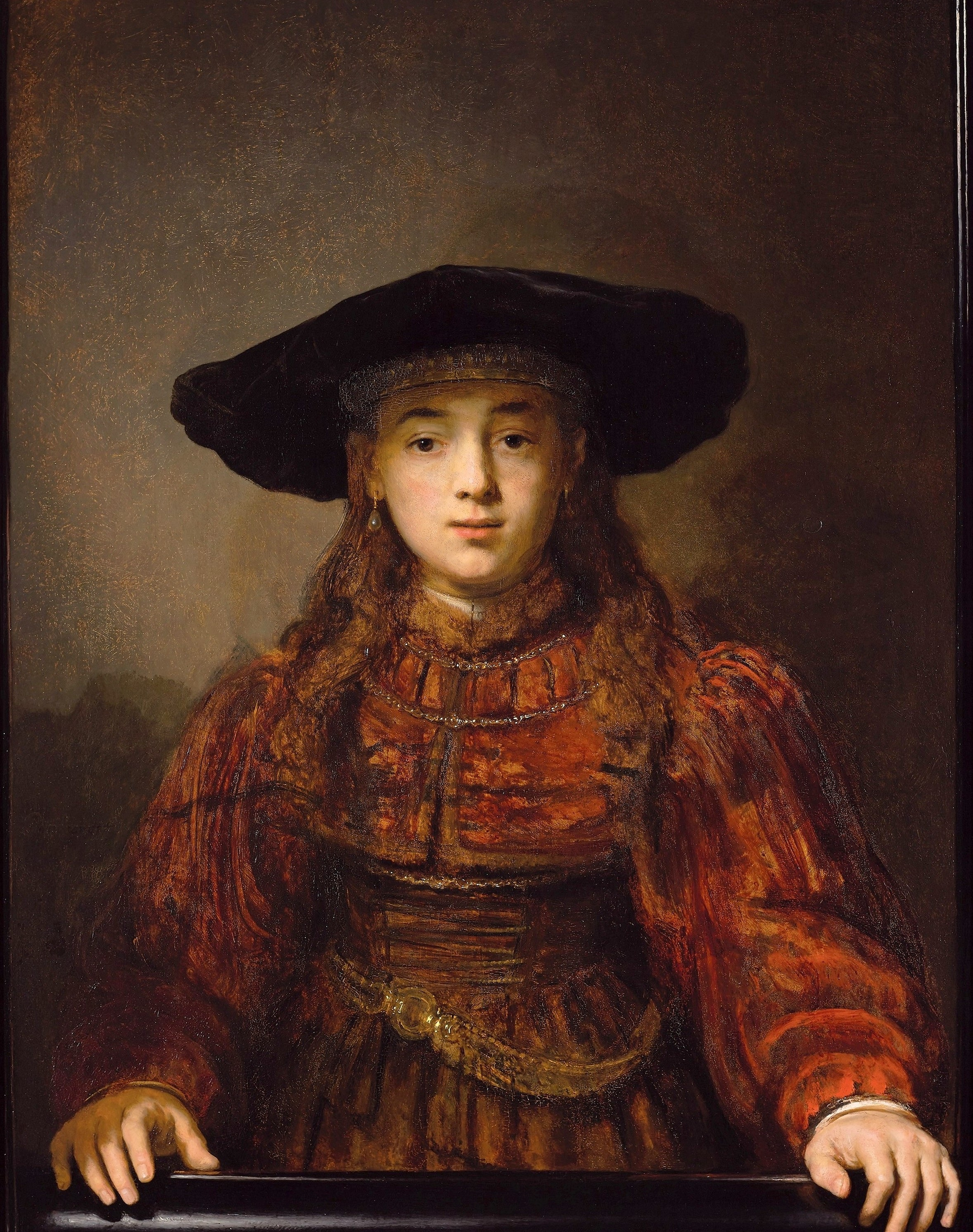
نقاشی دیگری از رامبرانت با نام عروس یهودی، ۱۶۴۱
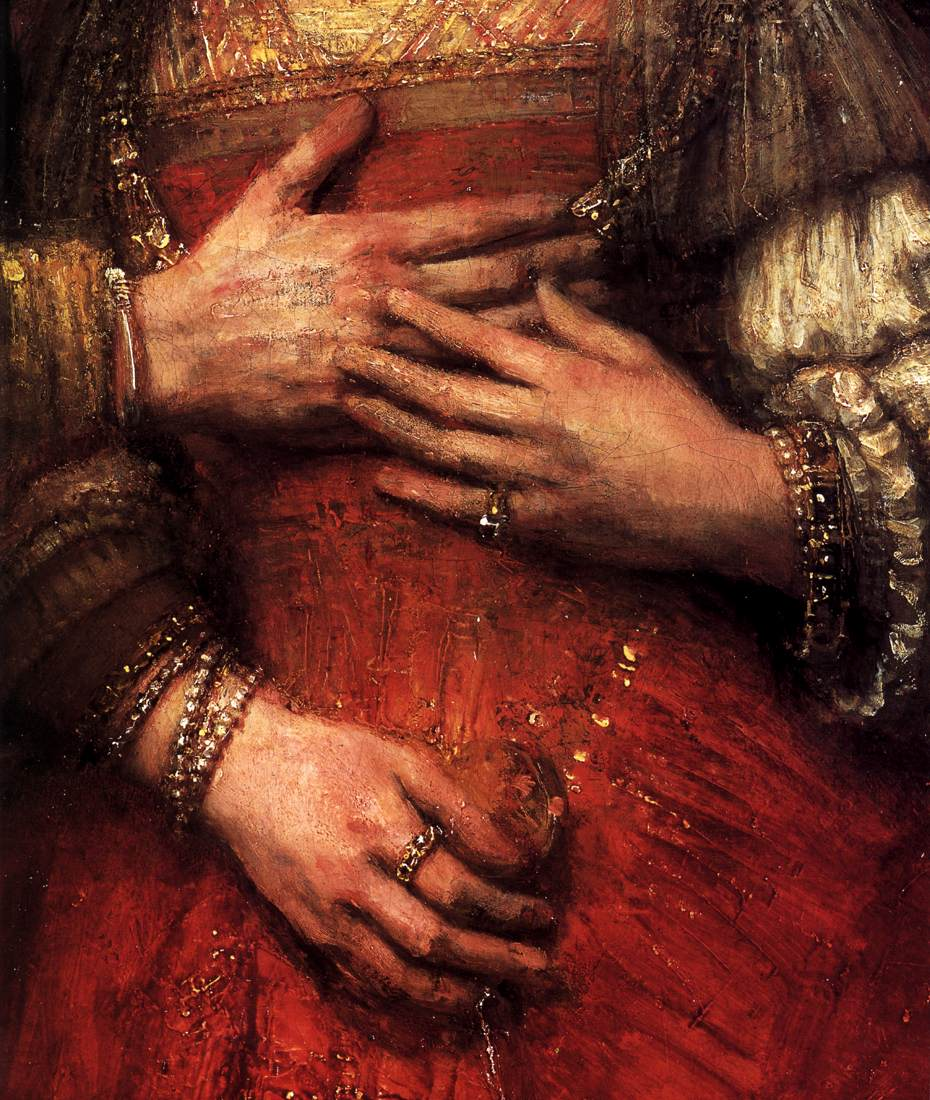
دست‌ها از نمای نزدیک